# 川名潤
川名 潤（かわな じゅん、1976年 - ）は日本の装幀家、ブックデザイナー、エディトリアルデザイナー。主に文芸書、人文書、コミックスなど、幅広いジャンルの書籍のデザインを手掛ける。

## 経歴
1976年千葉県生まれ。インフォバーン、プリグラフィックスを経て2017年に川名潤装丁事務所を設立。
2021年、『現代日本のブックデザイン史1996-2020』（誠文堂新光社）を長田年伸、水戸部功と共に編著。

## 主な仕事

### 書籍

#### 文芸書
- 『「非国民」手帖』（歪/鵠、情報センター出版局、2004年）
- 『ワールズ・エンド・ガーデン』（いとうせいこう、河出書房新社、2013年）
- 『旅する練習』（乗代雄介、講談社、2021年）
- 『テスカトリポカ』（佐藤究、講談社、2021年）
- 『貝に続く場所にて』（石沢麻依、講談社、2021年）
- 『地図と拳』（小川哲、集英社、2022年）

#### 人文書
- 『邂逅: クンデラ文学・芸術論集』（ミラン・クンデラ、河出書房新社、2020年）
- 『新写真論』（大山顕、ゲンロン、2020年）
- 『新プロパガンダ論』（辻田真佐憲／西田亮介、ゲンロン、2021年）
- 『愛と差別と友情とLGBTQ+: 言葉で闘うアメリカの記録と内在する私たちの正体』（北丸雄二、人々舎、2021年）
- 『近代を彫刻/超克する』（小田原のどか、講談社、2021年）

#### コミックス
- 『センネン画報』（今日マチ子、太田出版、2008年）
- 『岡崎に捧ぐ』（山本さほ、小学館、2015年）
- 『漫画 君たちはどう生きるか』（吉野源三郎／羽賀翔一、マガジンハウス、2017年）
- 『前略、前進の君』（鳥飼茜、小学館、2018年）
- 『ブランチライン』（池辺葵、祥伝社、2020年）

### 雑誌
- 「小説推理」（双葉社）
- 「群像」（講談社）
- 「ゲンロン」（ゲンロン）

### 編著
- 『現代日本のブックデザイン史 1996-2020』（「アイデア」387、誠文堂新光社、2019年）
- 『現代日本のブックデザイン史1996-2020』（長田年伸／川名潤／水戸部功／アイデア編集部、誠文堂新光社、2021年）

### 連載
- 『極私的雑誌デザイン考』（「群像」、講談社、2020年〜）

### その他
- 「マームとジプシー」宣伝広報物
- 「男性ブランコ」 宣伝広報物

ほか